# إلبر
إلبر (بالبرتغالية: Elber) هو لاعب كرة قدم برازيلي في مركز الوسط، ولد في 27 مايو 1992 في Passo de Camaragibe ‏ في البرازيل. لعب مع سبورت ريسيفي ونادي كروزيرو ونادي كوريتيبا.

## وصلات خارجية
- إلبر على موقع رابطة كرة القدم اليابانية للمحترفين (اليابانية)
- إلبر على موقع إي إس بي إن إف سي (الإنجليزية)
- إلبر على موقع قاعدة بيانات كرة القدم.إي يو (الإنجليزية)
- إلبر على موقع Soccerbase.com (لاعب) (الإنجليزية)
- إلبر على موقع Soccerway.com (الإنجليزية)
- إلبر على موقع عالم كرة القدم.نت (الإنجليزية)